# Millenarisme
Millenarisme er forestillinger om en fremtidig og total transformation af verden, der bæres af tilhængere af religiøse, politiske eller sociale bevægelser; oftest drejer det sig om religiøse forestillinger om verdens undergang, en ny tids komme og forventningen om en snarlig udfrielse fra den normale dennesidige verden. Normalt opfattes den kommende verden som entydigt positiv, mens denne verden er ensidigt negativ hos størsteparten af de millinaristiske grupper.. Viden om de fremtidig begivenheder kan stamme fra fx åbenbaringer eller tolkning af hellige tekster, og forandringerne kan enten opfattes som positive eller negative. Millennialisme er en særlig form for millenarisme der er baseret på en idé om tusindårscykler, denne form er primært udbredt indenfor kristendommen.
Ordet millenarisme dannet af den latinske betegnelse millennium, der består af leddene mille (tusind) og annus (år), dvs. tusindår. Udtrykket stammer fra middelalderlige kristne idéer om verdens undergang år 1000 e.v.t., en forventning, der var baseret på en tolkning af Johannes' Åbenbaring kap. 20. I moderne bliver begrebet også brugt om grupper, der ikke tilhører den kristne tradition, og om forestillinger, der ikke omfatter idéer om tusindårscyklusser.

## Karakteristik
Millenarisme er udtryk for en særlig tankegang, men ikke for en særlig religionsform. Der er lige så store forskelle, som der er ligheder mellem de forskellige eksempler på millenaristiske bevægelser; de kan fx være udsprunget af meget forskellige traditioner. I realiteten drejer det sig om et fælles reaktionsmønster, der under bestemte forhold kan opstå i forskellige religioner. Dermed et aspekt, der i visse situationer bliver synligere og får større betydning end i andre. De millenaristiske forestillinger bygger næsten altid på eskatologisk materiale, som allerede eksisterer inden for religionen.  Den ny verdens karaktér er forskellig fra bevægelse til bevægelse; den kan fx være beskrevet som en total nyordning af Jorden, eller måske som genkomsten af en svunden og rigtigere urverden; udgangspunktet er dog altid forventningen om en radikal forandring af den nuværende verden. Millenaristiske ideologier eller religiøse bevægelser kan opstå blandt grupper, der opfatter sig selv som undertrykte; nogle af de bedst kendte eksempler på denne type bevægelser er bl.a. urkristendommen, den nordamerikanske Åndedansbevægelse fra 19. århundrede og Cargokult fra 19. og 20. århundrede.
Idéen om den nuværende tidsalder som en kaotisk forløber for en guddommelig indgriben/krise for verdensordenen er den vigtigste fællesnævner for millenaristiske bevægelser. Grupper af denne type vil typisk hævde, at det ’’nuværende’’ samfund (bevægelsens egen samtid) og dets herskende klasse enten er korrupt, uretfærdigt eller på anden måde mangelfuldt. Tilhængerne tror derfor, at det på et eller andet tidspunkt i ’’fremtiden’’ vil blive ødelagt af en magtfuld udefrakommende kraft. Grunden til ’’nutidens’’ negative tilstand afhænger af den millenaristiske gruppes kulturelle traditioner; i middelalderens Europa blev dårligdomme og problemer forklaret vha. dæmoners tilstedeværelse, og at verden ville gå under om føje tid pga. deres kontrol over verden. I kinesiske bevægelser fra 19. århundrede var forestillinger om dæmoners indgriben i denne verden ligeledes udbredt, men kulturelle forskelle i opfattelsen af dæmoners natur gav dem en anden rolle her.
Et andet fællesstræk hos denne type bevægelse er idéen om, at udviklingen er drevet af en deterministisk proces; den ny verdensorden er uafvendelig og forudbestemt, og tegnene på den kan aflæses på forhånd. Det er også almindeligt, at gruppen har en karismatisk lederskikkelse i spidsen, måske kan det endda være en nødvendighed for etableringen af bevægelser med millenaristisk grundlag.
Millenarisme omfatter også forholdet mellem religion og politik; det er hele denne verdens struktur, herunder de også sociale og politiske rammer, der står overfor en fuldkommen forvandling. Men forskellige grupper kan udvise forskellige former for reaktionsmønstre på den udfordring, som forestillingerne om en snarlig undergang medfører, de kan fx trække sig tilbage fra den almindelige verden ved at opbygge et parallelt samfund, hvor tilhængerne afsondret kan afvente en udefrakommende indgriben. Andre grupper kan iværksætte en aktiv bekæmpelse af den, endda med voldelige midler – og i nogle tilfælde af revolutionær karaktér. Det er i flere tilfælde blevet hævdet, at det har været millenaristiske forestillinger, som har ligget til grund for voldshandlinger, herunder terrorisme og masseselvmord; disse forestillinger skulle have ført til, at tilhængerne kunne se bort fra konventionelle regler for opførsel og jura. I de tilfælde kan det være idéen om udefrakommende hjælp og forudbestemt sejr, der muliggør handlingerne.[kilde mangler]
Mange millenaristiske bevægelser er opstået i forbindelse med ’’runde årstal’’, som det fx skete omkring år 1000 i Vesteuropa. Op til årtusindskiftet omkring år 2000 blev bl.a. organisationen Millenium Watch Institute etableret for at overvåge de milenaristiske grupper, man mente ville opstå i forbindelse med denne begivehed.

## Teoretiske forklaringsmodeller
Hidtil har forskningen hovedsageligt været koncentreret omkring årsagsammenhænge.  Millenarisme synes i høj grad at være udbredt i bevægelser, der udspringer af enten kristendommen, jødedommen eller islam. Religionsforskeren Mircea Eliade har derfor søgt at forklare det forhold med, at lineær tidsopfattelse synes at virke fremmende, i forhold til cyklisk, for forestillinger om en fremtidig afslutning på verden; det bygger bl.a. på at der kun kendes meget få eksempler på millenarisme indenfor buddhistisk og hinduistisk kultur. Denne model er dog i overvejende grad forladt i de senere, da der i realiteten i findes nogen samfund, der enten har en cyklisk eller en lineær opfattelse af tiden.
I de senere år har der i studiet af millenarisme været dominerende tolkningsmodeller. Den ene har politisk fokus, og den har fokus på undertrykte grupper, og deres måde at udtrykke politisk utilfredshed. Hvis de mangler de nødvendige ressourcer til at etablere en egentlig politisk bevægelse, vil deres utilfredshed i stedet komme til udtryk gennem religiøsitet. I visse skoler, baseret på denne model, beskrives millenarisme som før-moderne forløbere for de politiske bevægelser, der kendetegner det moderne samfund; dvs. de er udtryk for rationelle reaktioner på uønskede situationer.
Den anden model er kulturel; en måde at gøre det meningsløse meningsfuldt; fx som reaktion på en kulturel omvæltning, hvor verden opleves som ustabil og uforståelig i forhold til den traditionelle verdensopfattelse. Et eksempel kan være indfødte befolkningsgrupper reaktion på kolonialisering. Her ligges vægten på de symbolske handlinger, og ikke politiske bevægelser, som var instrumentale for social forandring (reaktion på en allerede indtruffen forandring). De millenaristiske bevægelser er indenfor denne model blevet tillagt patologiske træk; tilhængerne har i reglen en marginal position i samfundet og er både psykisk og socialt ustabile. Denne type bevægelse er produkter af kulturer, hvor den udelukkende er muligt at tænke religiøst og ikke politisk.
Det er vanskeligt at forene de to modeller. Dertil kommer at det fra en empirisk synsvinkel har det svært at finde almene fællesnævnere, der dækkede alle de mange forskellige bevægelser, der er blevet beskrevet som millenaristiske. Afvisningen af den nuværende verdensorden og forestillingen om, at de oprindelige og ægte normer og vaner ikke længere respekteres, er derfor et af de få overordnede fællestræk, som kan genfindes hos alle religiøse bevægelser af denne type.

## Eksempler
Der kendes mange eksempler på at millenaristiske bevægelser er opstået i forbindelse med mødet mellem en indfødt befolkning og en teknologisk overlegen kolonimagt; det kan medføre fundamentale forandringer i livsgrundlaget for den oprindelige befolkning, og dermed omvæltninger i det traditionelle samfund. Disse forandringer har i mange tilfælde medført både sociale, politiske og økonomiske kriser.
De kristne forestillinger om Tusindårsriget er traditionelt blev opfattet som hovedkilde til alle former for millenarisme, men nyere studier har vist, at de i mange tilfælde er opstået med kun minimal eller ingen påvirkning fra kristne traditioner. I Sydamerika i 16. århundrede spillede millenaristiske idéer en stor rolle i de opfødte religioner. Mange af dem byggede primært på lokale traditioner, mens andre og nyere bevægelser i højere grad kan være kristent påvirkede, fx Halleluja-bevægelsen i det nordlige Brasilien. Et andet eksempel er Mahdibevægelsen i Nordafrika, hvor islamiske traditioner lå til grund.
I moderne tid bliver de økonomiske strukturer og hemmelige konspirationer af mange grupper opfattet som undertrykkende faktorer i verden. Millenaristiske grupper vil derfor fokusere på forhold relateret til sådanne ting, og omstyrtelsen af disse magter optræder som et dominerende element i nyere bevægelser. En anden moderne kulturel strømning, der i høj grad bygger på denne type forestillinger, er New Agebevægelsen. Her er det en udbredt opfattelse at et bestemt stjernebillede har afgørende indflydelse på menneskelivet i perioder af 2000 år. I den nuværende periode (som kaldes Fiskens) har kristendommen været dominerende, mens den næste vil blive Vandmandens.

## Kristendom
Indenfor kristendommen kan millenarisme også kaldes Kiliasme, der er den græske betegnelse for ’’tusindår’’. Ideen bygger i reglen på Johannes' Åbenbaring kap. 20. (Åb 20,1) og kommer til udtryk gennem forestillinger om, at jordens historie har nået et endepunkt, og at en guddommelig indgriben af Kristus er nært forstående. Forskellige kristne grupper har forskellige opfattelser af, hvornår dommedag vil indtræffe, og hvad den vil indebære. Kristendommens historie kan inddeles i tre hovedfaser:
- I de første århundrede efter Jesus’ død udgjorde forventningen om en snarlig dommedag et hovedelement i den kristne tro. Senere da kirken var blevet etableret som statsreligion fik disse tanker mindre betydning; i denne periode fandtes de hovedsageligt i marginaliserede grupper.
- Omkring år 1000 oplevede de i en opblomstring i Vesteuropa. Ved reformationen i 16. århundrede blev millenaristiske ideer fordømt som kætterske.
- I 18. århundrede oplevede de en renæssance selv i etablerede kredse i forbindelse med den pietistiske bevægelse; i dag findes den i adskillige vækkelsesbevægelser.[kilde mangler]

## Andre eksempler
Millenaristiske forestillinger kan have forskellig betydning inden for religioner til forskellige tider. Derfor findes millenaristiske elementer i de fleste etablerede religioner; de vil blot ikke blive opfattet som særligt vigtige. Eksempler på bevægelser, hvor millenaristiske forestillinger er dominerende:
- al-Qaeda
- Aum Supreme Truth
- Branch Davidians
- Cargokult
- Heaven's Gate
- Jehovas Vidner
- Joachimites
- Living Church of God
- Lord's Resistance Army
- Nazisme
- New Age-bevægelser
- Mormoner
- Rastafaribevægelsen
- Shakere
- Urkristendommen
- Åndedans

Transhumanisme og Singularitaritanisme kan blive udtryk for millenaristiske ideer, om end på et løsere grundlag, fordi de forventer en snarlig omvæltning i den etablerede biologiske orden, hvilket påvirker den sociale orden. Ingen grupper inden for disse strømninger anser dog sådanne forandringer som afgjorte, blot sandsynlige. De opfatter normalt heller ikke den nuværende verden som negativ og den nye verden som noget bedre. Kun i spørgsmålet om vi skal efterstræbe forandringerne eller undgå dem, kan millenaristiske ideer være fremtrædende.[kilde mangler]
I politik er millenarisme ofte, men ikke altid, knyttet til radikale ideologier, der deler en tro på nødvendigheden af en samfundstransformation for at virkeliggøre deres politiske mål. Disse ideologier kan være baseret på både religiøse og sekulære ideer.[kilde mangler]

## Fodnoter
1. 1 2  Warburg (1997) pp. 211
2. 1 2 3  "Leksikonopslag på religion.dk om millenarisme". Arkiveret fra originalen 28. juni 2008. Hentet 17. november 2008.
3. ↑  216
4. 1 2  Warburg (1997) pp. 216
5. ↑  Se fx Peter Wuesky; The Trumpet shall Sound, 1970
6. ↑  Se fx Norman Cohn; The Pursuit of the Millenium, 1957
7. 1 2  Warburg (1997) pp. 213
8. ↑  Warburg (1997) pp. 214
9. ↑   Warburg (1997) pp. 215

## Eksterne link
- US – Millenarisme i amerikansk politik
- Did the Early Church Teach a Literal Millennium?
- BU CMS linkliste sorteret efter type Arkiveret 9. marts 2022 hos  Wayback Machine
- New Yorker
- [[wikisource:Catholic Encyclopedia (1913)/Millennium and Millenarianism "|Millennium and Millenarianism]"]. Catholic Encyclopedia. New York: Robert Appleton Company. 1913. {{cite encyclopedia}}: Tjek |url= (hjælp)